# Zedersitz

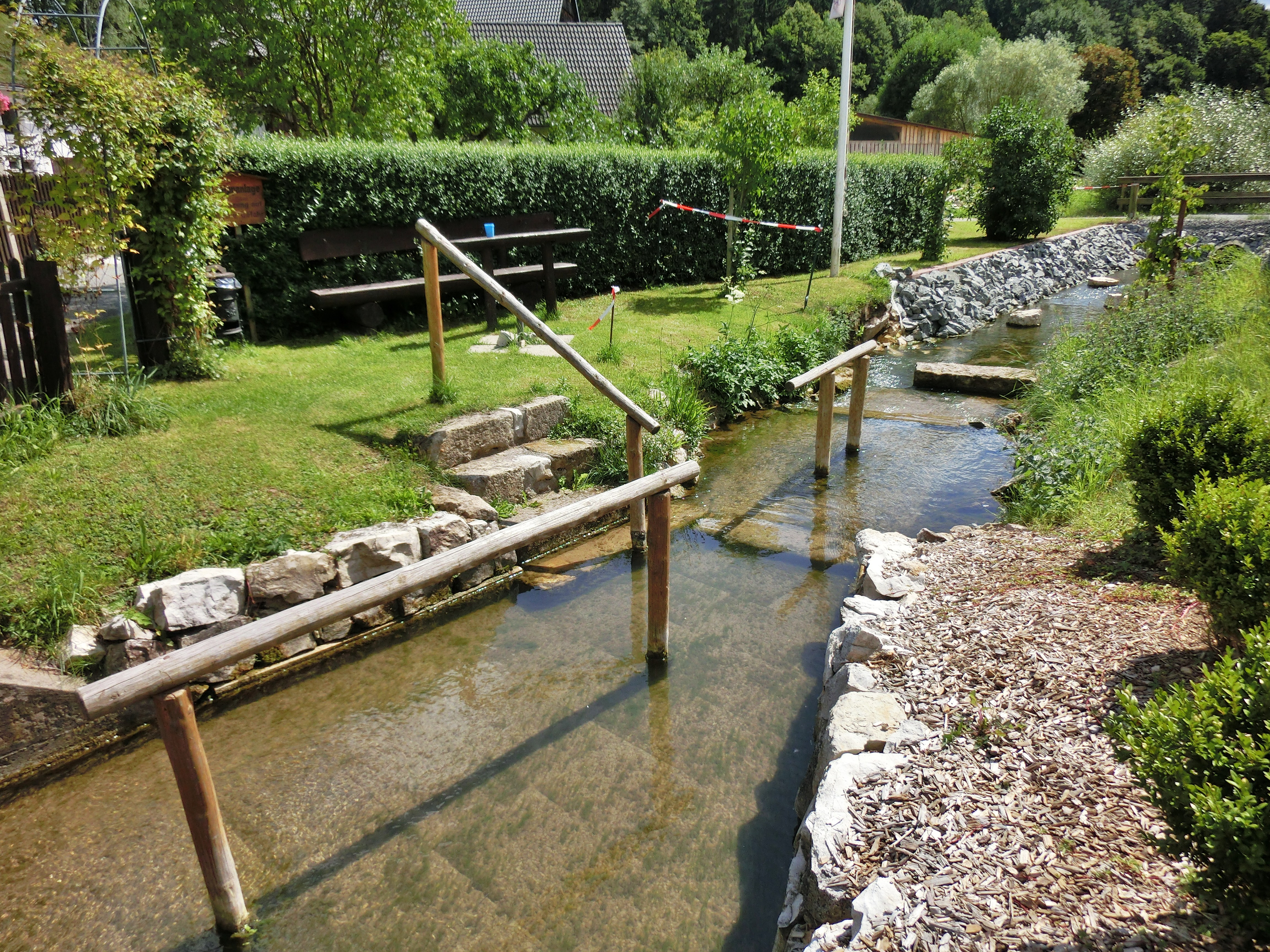
Kneippanlage in Zedersitz

Zedersitz ist ein Gemeindeteil des Marktes Wonsees im Landkreis Kulmbach (Oberfranken, Bayern). Zedersitz liegt in der Gemarkung Wonsees.

## Lage
Das Dorf liegt knapp zwei Kilometer nördlich des Gemeindezentrums an der St 2189 in einem bewaldeten Gebiet. Durch die Siedlung verläuft der Schwalbach. Die nächstgelegenen Gemeindeteile sind Schirradorf in nordöstlicher bzw. Sanspareil in südöstlicher Richtung.